# Bolzano
Bolzano (en italiano) o Bozen (en alemán, pronunciación: [ˈboːt͡sn̩]ⓘ; en ladino, Bulsan o Balsan) es una ciudad italiana, capital de la provincia autónoma de Bolzano. Tiene una población estimada, a fines de agosto de 2022, de 106 740 habitantes.
Es una ciudad bilingüe en la que se habla principalmente italiano (con un cuarto de población que habla el alemán). Ha sido desde siempre una ciudad comercial y actualmente es también un activo centro industrial y turístico.

## Geografía
La ciudad tiene 52.29 km² de superficie.
Está situada en la parte oriental de la amplia cuenca que se forma por la unión de los valles de Isarco, Sarentino y Adigio.

## Historia
La zona estuvo poblada desde la época romana, lo que surge de diversas excavaciones arqueológicas.
En la Edad Media fue escenario de repetidas luchas de predominio entre las tribus germanas de longobardos y alamanes, luchas que trajeron consigo, entre otras cosas, la germanización de la mayoría de sus habitantes durante los siglos del Renacimiento.
Luego perteneció durante largo tiempo al principado de Trento, antes de pasar a los condes de Tirol y luego a los Habsburgo en 1363. En 1805, Austria la tuvo que ceder a Baviera, que en 1809 la traspasó al Reino de Italia después de la rebelión tirolesa. A finales de 1813 es recuperada de nuevo por el Imperio austríaco que la pierde en noviembre de 1918, cuando, tras la derrota austríaca en la Primera Guerra Mundial fue unida a Italia junto con la actual provincia autónoma de Bolzano.

## Clima
| Parámetros climáticos promedio de Bolzano (normales 1971–2000, extremos 1946–presente) | Parámetros climáticos promedio de Bolzano (normales 1971–2000, extremos 1946–presente) | Parámetros climáticos promedio de Bolzano (normales 1971–2000, extremos 1946–presente) | Parámetros climáticos promedio de Bolzano (normales 1971–2000, extremos 1946–presente) | Parámetros climáticos promedio de Bolzano (normales 1971–2000, extremos 1946–presente) | Parámetros climáticos promedio de Bolzano (normales 1971–2000, extremos 1946–presente) | Parámetros climáticos promedio de Bolzano (normales 1971–2000, extremos 1946–presente) | Parámetros climáticos promedio de Bolzano (normales 1971–2000, extremos 1946–presente) | Parámetros climáticos promedio de Bolzano (normales 1971–2000, extremos 1946–presente) | Parámetros climáticos promedio de Bolzano (normales 1971–2000, extremos 1946–presente) | Parámetros climáticos promedio de Bolzano (normales 1971–2000, extremos 1946–presente) | Parámetros climáticos promedio de Bolzano (normales 1971–2000, extremos 1946–presente) | Parámetros climáticos promedio de Bolzano (normales 1971–2000, extremos 1946–presente) | Parámetros climáticos promedio de Bolzano (normales 1971–2000, extremos 1946–presente) |
| Mes                                                                                    | Ene.                                                                                   | Feb.                                                                                   | Mar.                                                                                   | Abr.                                                                                   | May.                                                                                   | Jun.                                                                                   | Jul.                                                                                   | Ago.                                                                                   | Sep.                                                                                   | Oct.                                                                                   | Nov.                                                                                   | Dic.                                                                                   | Anual                                                                                  |
| -------------------------------------------------------------------------------------- | -------------------------------------------------------------------------------------- | -------------------------------------------------------------------------------------- | -------------------------------------------------------------------------------------- | -------------------------------------------------------------------------------------- | -------------------------------------------------------------------------------------- | -------------------------------------------------------------------------------------- | -------------------------------------------------------------------------------------- | -------------------------------------------------------------------------------------- | -------------------------------------------------------------------------------------- | -------------------------------------------------------------------------------------- | -------------------------------------------------------------------------------------- | -------------------------------------------------------------------------------------- | -------------------------------------------------------------------------------------- |
| Temp. máx. abs. (°C)                                                                   | 21.8                                                                                   | 23.1                                                                                   | 28.4                                                                                   | 32.0                                                                                   | 35.0                                                                                   | 40.0                                                                                   | 39.1                                                                                   | 39.1                                                                                   | 33.3                                                                                   | 28.2                                                                                   | 21.6                                                                                   | 18.0                                                                                   | 40.0                                                                                   |
| Temp. máx. media (°C)                                                                  | 6.3                                                                                    | 9.5                                                                                    | 15.0                                                                                   | 18.5                                                                                   | 23.2                                                                                   | 26.5                                                                                   | 29.0                                                                                   | 28.5                                                                                   | 24.3                                                                                   | 17.9                                                                                   | 11.0                                                                                   | 6.6                                                                                    | 18.0                                                                                   |
| Temp. media (°C)                                                                       | 0.9                                                                                    | 3.7                                                                                    | 8.5                                                                                    | 12.0                                                                                   | 16.5                                                                                   | 19.8                                                                                   | 22.3                                                                                   | 21.8                                                                                   | 17.9                                                                                   | 12.1                                                                                   | 5.4                                                                                    | 1.4                                                                                    | 11.9                                                                                   |
| Temp. mín. media (°C)                                                                  | -4.5                                                                                   | -2.1                                                                                   | 2.1                                                                                    | 5.4                                                                                    | 9.8                                                                                    | 13.2                                                                                   | 15.5                                                                                   | 15.1                                                                                   | 11.6                                                                                   | 6.2                                                                                    | -0.1                                                                                   | -3.7                                                                                   | 5.7                                                                                    |
| Temp. mín. abs. (°C)                                                                   | -18.5                                                                                  | -15.6                                                                                  | -10.7                                                                                  | -4.4                                                                                   | -2.6                                                                                   | 0.4                                                                                    | 5.2                                                                                    | 4.2                                                                                    | -0.5                                                                                   | -4.6                                                                                   | -10.7                                                                                  | -16.5                                                                                  | -18.5                                                                                  |
| Precipitación total (mm)                                                               | 23.5                                                                                   | 22.8                                                                                   | 36.9                                                                                   | 50.2                                                                                   | 75.2                                                                                   | 84.6                                                                                   | 92.3                                                                                   | 86.2                                                                                   | 70.9                                                                                   | 84.4                                                                                   | 49.9                                                                                   | 34.6                                                                                   | 711.5                                                                                  |
| Días de precipitaciones (≥ 1.0 mm)                                                     | 3.6                                                                                    | 3.1                                                                                    | 5.1                                                                                    | 6.6                                                                                    | 9.3                                                                                    | 8.5                                                                                    | 8.9                                                                                    | 8.2                                                                                    | 6.8                                                                                    | 6.8                                                                                    | 4.9                                                                                    | 4.3                                                                                    | 76.1                                                                                   |
| Horas de sol                                                                           | 102.3                                                                                  | 121.5                                                                                  | 148.8                                                                                  | 159.0                                                                                  | 176.7                                                                                  | 201.0                                                                                  | 232.5                                                                                  | 213.9                                                                                  | 180.0                                                                                  | 151.9                                                                                  | 102.0                                                                                  | 96.1                                                                                   | 1885.7                                                                                 |
| Humedad relativa (%)                                                                   | 72                                                                                     | 69                                                                                     | 62                                                                                     | 66                                                                                     | 69                                                                                     | 66                                                                                     | 66                                                                                     | 68                                                                                     | 71                                                                                     | 75                                                                                     | 74                                                                                     | 73                                                                                     | 69                                                                                     |
| Fuente: Servizio Meteorologico (humedad y horas de sol 1961–1990)                      |                                                                                        |                                                                                        |                                                                                        |                                                                                        |                                                                                        |                                                                                        |                                                                                        |                                                                                        |                                                                                        |                                                                                        |                                                                                        |                                                                                        |                                                                                        |

## Evolución demográfica
| Gráfica de evolución demográfica de Bolzano entre 1811 y 2022 |
|                                                               |
| Fuente: ISTAT - Elaboración gráfica a cargo de Wikipedia      |

## Población

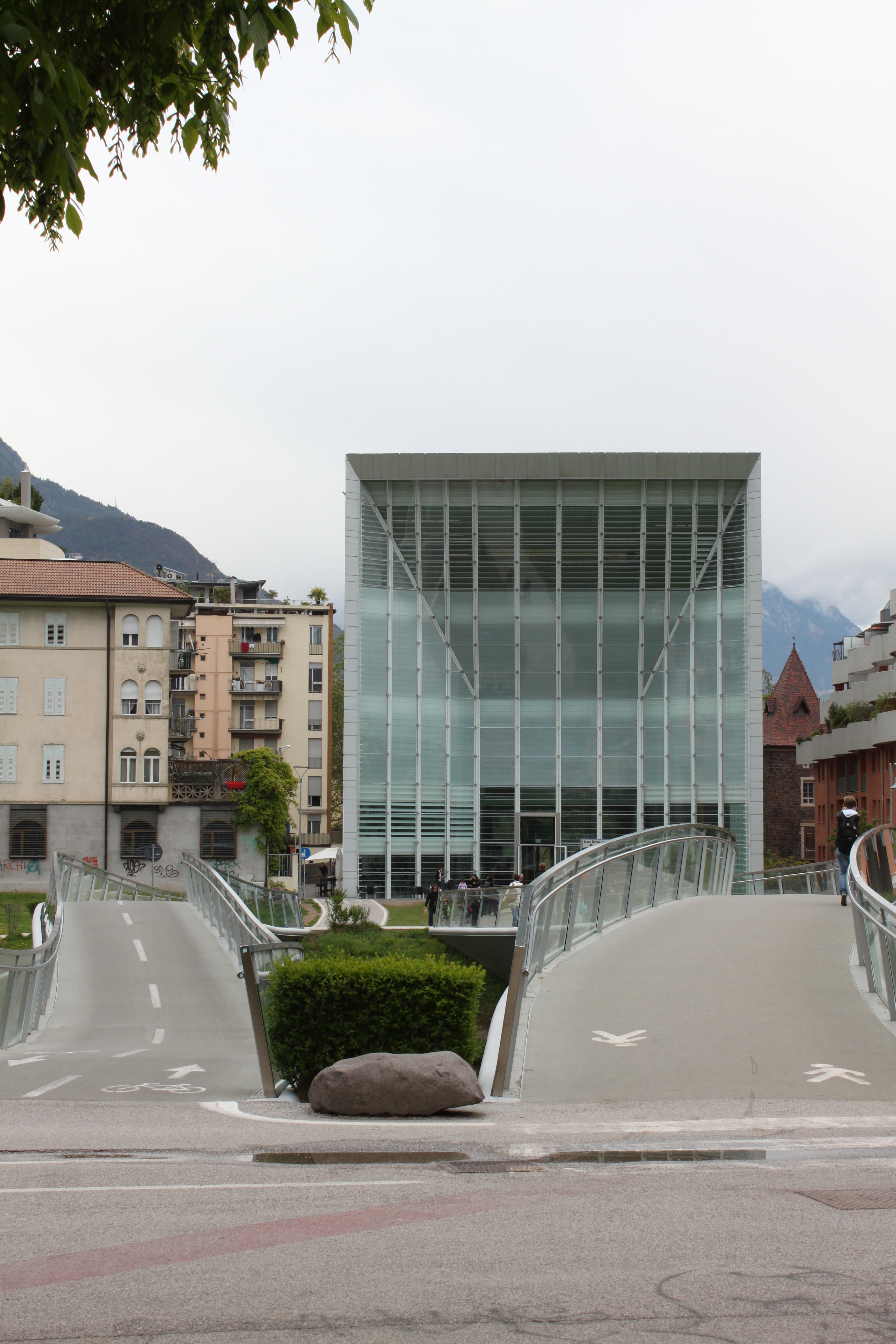
MUSEION, Museo de Arte Moderno y Contemporáneo de Bolzano

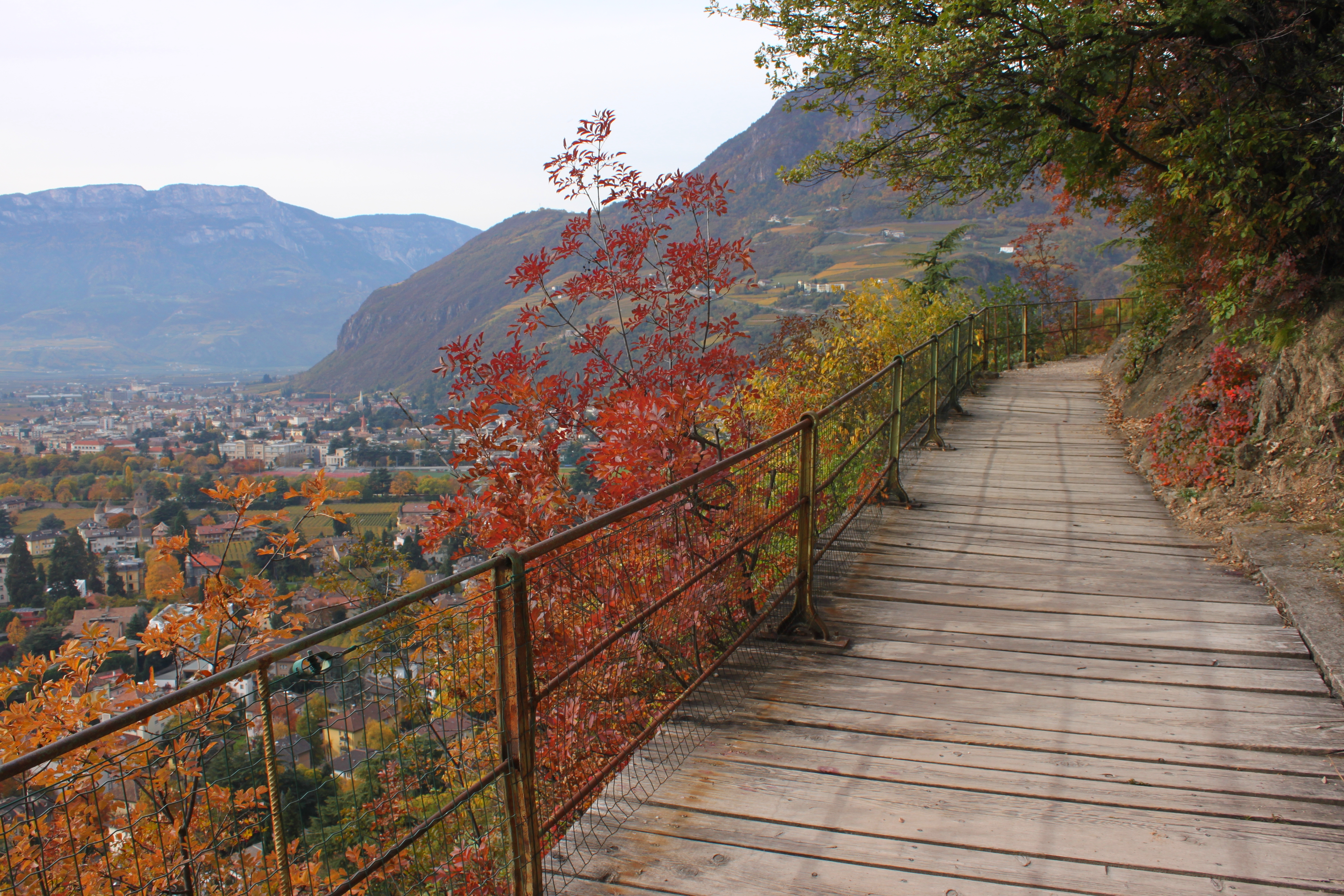
Oswaldpromenade

La población de la ciudad en 2009 era de 103.135 habitantes, de los cuales casi 3/4 son de etnia y lengua italiana.

### Grupos lingüísticos
La población de la ciudad habla italiano (74%), alemán (25,29%) y ladino (0,71%), a diferencia de lo que ocurre en el resto de la provincia autónoma, donde la mayoría habla el alemán.

## Deportes

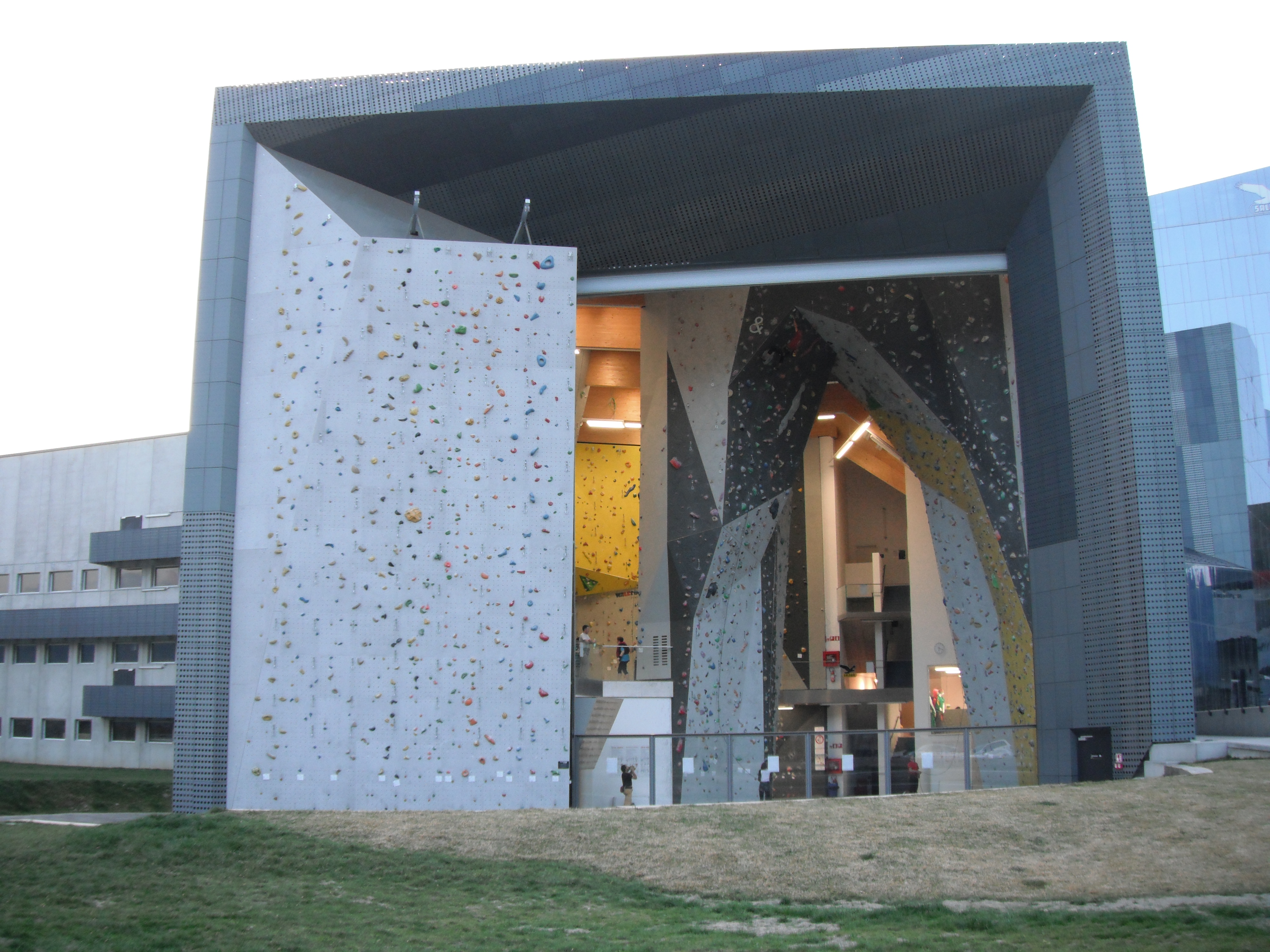
Salewa Cube

El club de fútbol local, FC Südtirol, forma parte de la segunda división del fútbol italiano, la Serie B. Sus partidos de localía los ejerce en el Estadio Druso, que posee un aforo en torno a los 5000 espectadores.

## Monumentos
- Duomo (Catedral). Fue fundada en el siglo XII y reconstruida en el XIV con lineamientos góticos. Su exterior es muy peculiar por el tejado con dibujos geométricos policromados.

- Museo de Arqueología del Tirol del Sur. Es conocido principalmente por albergar la momia de Ötzi (el hombre de los hielos). Fue fundado en 1998 y recibe a muchos visitantes durante todo el año.

- Iglesia de los Dominicos. Es una iglesia medieval.

## Ciudades hermanadas
Bolzano está hermanada con las siguientes ciudades:
- Sopron
- Erlangen